# Vincente Minnelli
Vincente Minnelli (właśc. Lester Anthony Minnelli; ur. 28 lutego 1903 w Chicago, zm. 25 lipca 1986 w Beverly Hills) – amerykański reżyser filmowy i teatralny. Laureat Oscara dla najlepszego reżysera za film Gigi (1958). Ojciec Lizy, aktorki i piosenkarki.

## Życiorys
Minnelli przez wiele lat pracował w teatrze – m.in. na Broadwayu – do filmu trafił na początku lat 40. Mimo iż zrealizował wiele cenionych filmów różnych gatunków, uchodzi za specjalistę od musicali. Nakręcił m.in. Spotkamy się w St. Louis (1944) ze swą późniejszą żoną Judy Garland w roli głównej, Amerykanina w Paryżu (1951) oraz Gigi, film nagrodzony w 1959 Oscarem (statuetkę za reżyserię odebrał sam Minnelli).
Najbardziej znane jego dzieła innych gatunków to dramat Piękny i zły (1952) z Kirkiem Douglasem grającym ambitnego i bezwzględnego producenta filmowego w jednym z najlepszych filmów o mechanizmach Hollywood w historii kina, biograficzna Pasja życia (1956) z Douglasem w roli Vincenta van Gogha i Anthonym Quinnem grającym Paula Gauguina (Oscar) oraz dwie komedie ze Spencerem Tracym i Elizabeth Taylor – Ojciec panny młodej i Kłopotliwy wnuczek.
Zasiadał w jury konkursu głównego na 20. MFF w Cannes (1967).

## Reżyseria
- 1944: Spotkamy się w St. Louis
- 1948 :  Pirat
- 1950: Ojciec panny młodej
- 1951: Kłopotliwy wnuczek
- 1951: Amerykanin w Paryżu
- 1952: Piękny i zły
- 1956: Pasja życia
- 1957: Żona modna
- 1958:  Gigi
- 1958: Długi tydzień w Parkman
- 1962: Dwa tygodnie w innym mieście

### Nagrody i nominacje
| Rok  | Nagroda                   | Kategoria           | Za                  | Wynik     |
| ---- | ------------------------- | ------------------- | ------------------- | --------- |
| 1959 | Nagroda Akademii Filmowej | Najlepsza reżyseria | Gigi                | Wygrana   |
| 1952 | Nagroda Akademii Filmowej | Najlepszy film      | Amerykanin w Paryżu | Nominacja |
| 1959 | Złoty Glob                | Najlepszy reżyser   | Gigi                | Wygrana   |
| 1957 | Złoty Glob                | Najlepszy reżyser   | Pasja życia         | Nominacja |
| 1952 | Złoty Glob                | Najlepszy reżyser   | Amerykanin w Paryżu | Nominacja |